# 2023-as Nickelodeon Kids’ Choice Awards
A 2023-as Nickelodeon Kids’ Choice Awards a 2022-ben megjelent legjobb filmes, televíziós, zenés és videojátékos tartalmait díjazta a nézők szavazata alapján. A díjátadót 2023. március 4-én tartották a Los Angeles-i Microsoft Theaterben, a házigazdai Charli D’Amelio és Nate Burleson voltak. A ceremóniát a Nickelodeon televízióadó és annak társadói közvetítették. A jelöltek listáját 2023. január 31-én hozták nyilvánosságra, a szavazás pedig 2023. március 4-ig tartott.

## Győztesek és jelöltek

### Filmek
| Kedvenc film | Kedvenc színész |
| --- | --- |
| - Sonic, a sündisznó 2. - Avatar: A víz útja - Black Adam - Fekete Párduc 2. - Hókusz pókusz 2. - Jurassic World: Világuralom - Monster High: A film - Top Gun: Maverick | - Dwayne Johnson – Black Adam (Black Adam / Teth-Adam) - Jim Carrey – Sonic, a sündisznó 2. (Dr. Robotnyik) - Chris Hemsworth – Thor: Szerelem és mennydörgés (Thor) - Chris Pratt – Jurassic World: Világuralom (Owen Grady) - Ryan Reynolds – Az Adam-projekt (Adam Reed) - Tom Cruise – Top Gun: Maverick (Pete "Maverick" Mitchell) |
| Kedvenc színésznő | Kedvenc animációs film |
| - Millie Bobby Brown – Enola Holmes 2. (Enola Holmes) - Lupita Nyong’o – Fekete Párduc 2. (Nakia) - Elizabeth Olsen – Doctor Strange az őrület multiverzumában (Wanda Maximoff / Skarlát Boszorkány) - Sarah Jessica Parker – Hókusz pókusz 2. (Sarah Sanderson) - Natalie Portman – Thor: Szerelem és mennydörgés (Jane Foster / Hatalmas Thor) - Letitia Wright – Fekete Párduc 2. (Shuri) | - Minyonok: Gru színre lép - DC Szuperállatok Ligája - Hotel Transylvania – Transzformánia - Lightyear - A rosszfiúk - Pirula Panda |
| Kedvenc szinkronszínész | Kedvenc szinkronszínésznő |
| - Dwayne Johnson – DC Szuperállatok Ligája (Krypto) - Steve Carell – Minyonok: Gru színre lép (Gru) - Chris Evans – Lightyear (Buzz Lightyear) - Kevin Hart – DC Szuperállatok Ligája (Ace) - Andy Samberg – Chip és Dale: A Csipet Csapat (Dale) és Hotel Transylvania – Transzformánia (Jonathan)                                                                                          | - Selena Gomez – Hotel Transylvania – Transzformánia (Mavis) - Awkwafina – A rosszfiúk (Tarantula) - Salma Hayek – Csizmás, a kandúr: Az utolsó kívánság (Puha Pracli Cicus) - Taraji P. Henson – Minyonok: Gru színre lép (Belle Bottom) - Sandra Oh – Pirula Panda (Ming) - Keke Palmer – Lightyear (Izzy Hawthorne)                  |

### Televízió
| Kedvenc gyerekműsor | Kedvenc családi műsor | |
| --- | --- | --- |
| - Tündéri keresztszülők – Tündéribbek, mint valaha - Félsz a sötétben? - High School Musical: A musical: A sorozat - Ms. Marvel - Raven otthona - Sadie és Lay Lay kalandjai - Kerge Kacsák: Így kell tarolni! - Az igazi Lármás család | - Wednesday - Cobra Kai - iCarly - Obi-Wan Kenobi - Amazon: Ügyvéd - Stranger Things - Young Rock - Az ifjú Sheldon | |
| Kedvenc televíziós színész | Kedvenc televíziós színésznő | |
| - Joshua Bassett – High School Musical: A musical: A sorozat (Ricky) - Dylan Gilmer – Tyler Perry bemutatja: Young Dylan-t (Young Dylan) - Israel Johnson – Kikiwaka tábor (Noah Lambert) - Brady Noon – Kerge Kacsák: Így kell tarolni! (Evan Morrow) - Wolfgang Schaeffer – Az igazi Lármás család (Lármás Lincoln) - Tyler Wladis – Tündéri keresztszülők – Tündéribbek, mint valaha (Roy) | - Olivia Rodrigo – High School Musical: A musical: A sorozat (Nini) - Imogen Cohen – Tündéri keresztszülők – Tündéribbek, mint valaha (Zina) - Audrey Grace Marshall – Tündéri keresztszülők – Tündéribbek, mint valaha (Vivian Turner) - Raven-Symoné – Raven otthona (Raven Baxter) - That Girl Lay Lay – Sadie és Lay Lay kalandjai (Lay Lay) - Sofia Wylie – High School Musical: A musical: A sorozat (Gina) | |
| Kedvenc televíziós színész (családi műsor) | Kedvenc televíziós színésznő (családi műsor) | |
| - Finn Wolfhard – Stranger Things (Mike Wheeler) - Ralph Macchio – Cobra Kai (Daniel LaRusso) - Gaten Matarazzo – Stranger Things (Dustin Henderson) - Jerry Trainor – iCarly (Spencer Shay) - Ewan McGregor – Obi-Wan Kenobi (Obi-Wan Kenobi) - Caleb McLaughlin – Stranger Things (Lucas Sinclair)                                                                                          | - Jenna Ortega – Wednesday (Wednesday Addams) - Millie Bobby Brown – Stranger Things (Tizenegy) - Miranda Cosgrove – iCarly (Carly Shay) - Hilary Duff – Így jártam apátokkal (Sophie) - Tracee Ellis Ross – Feketék fehéren (Bow Johnson) - Sadie Sink – Stranger Things (Max Mayfield) | |
| Kedvenc valóságshow | Kedvenc rajzfilmsorozat | |
| - Amerikai mesterszakács junior - Amerika legviccesebb házi videói - America’s Got Talent - American Ninja Warrior - The Masked Singer - Tűzforró talaj | - SpongyaBob Kockanadrág - Jurassic World: Krétakori tábor - Fecsegő tipegők - Tini titánok, harcra fel! - A Lármás család - Hupikék törpikék | - SpongyaBob Kockanadrág - Jurassic World: Krétakori tábor - Fecsegő tipegők - Tini titánok, harcra fel! - A Lármás család - Hupikék törpikék |

### Zene
| Kedvenc együttes | Kedvenc férfi zenész |
| --- | --- |
| - BTS - The Black Eyed Peas - Blackpink - Imagine Dragons - OneRepublic - Panic at the Disco - Paramore | - Harry Styles - Justin Bieber - Bad Bunny - Drake - Kendrick Lamar - Post Malone - Ed Sheeran - The Weeknd |
| Kedvenc női zenész | Kedvenc zeneszám |
| - Taylor Swift - Adele - Cardi B - Beyoncé - Billie Eilish - Lady Gaga - Lizzo - Rihanna | - "As It Was" – Harry Styles - "Break My Soul" – Beyoncé Knowles - "First Class" – Jack Harlow - "About Damn Time" – Lizzo - "I Ain't Worried" – OneRepublic - "Lift Me Up" – Rihanna - "Anti-Hero" – Taylor Swift - "Bejeweled" – Taylor Swift |
| Kedvenc album | Kedvenc feltörekvő előadó |
| - "Midnights (3am Edition)" – Taylor Swift - "Renaissance" – Beyoncé Knowles - "God Did" – DJ Khaled - "Special" – Lizzo - "Harry's House" – Harry Styles - "Dawn FM" – The Weeknd | - Dove Cameron - Devon Cole - GAYLE - Joji - Lauren Spencer Smith - Nicky Youre |
| Kedvenc együttműködés | Kedvenc közösségi előadó |
| - "Sweetest Pie" – Megan Thee Stallion, Dua Lipa - "Bam Bam" – Camila Cabello, Ed Sheeran - "Don't You Worry" – The Black Eyed Peas, David Guetta, Shakira - "I Like You (A Happier Song)" – Post Malone, Doja Cat - "Numb" – Marshmello, DJ Khaled - "Stay with Me" – Calvin Harris, Justin Timberlake, Halsey, Pharrell Williams | - Bella Poarch - Stephen Sanchez - JoJo Siwa - That Girl Lay Lay - Oliver Tree - Dixie D’Amelio |
| Kedvenc világsztár | |
| - Harry Styles (Egyesült Királyság) - Bad Bunny (Latin-Amerika) - Blackpink (Ázsia) - Rosalía (Európa) - Taylor Swift (Észak-Amerika) - Tones and I (Ausztrália) - Wizkid (Afrika) | |

### Sport
| Kedvenc férfi sportoló                                                                    | Kedvenc női sportoló                                                                          |
| ----------------------------------------------------------------------------------------- | --------------------------------------------------------------------------------------------- |
| - LeBron James - Tom Brady - Stephen Curry - Patrick Mahomes - Lionel Messi - Shaun White | - Serena Williams - Simone Biles - Chloe Kim - Ószaka Naomi - Candace Parker - Venus Williams |

### Egyéb
| Kedvenc férfi közösségi sztár                                                                                         | Kedvenc női közösségi sztár |
| --- | --- |
| - MrBeast - Austin Creed - Ninja - Ryan’s World - SeanDoesMagic - Unspeakable                                         | - Charli D’Amelio - Dixie D’Amelio - Gracie's Corner - Kids Diana Show - Miranda Sings - Addison Rae |
| Kedvenc közösségi család                                                                                              | Kedvenc híres házikedvenc |
| - Ninja Kidz TV - FGTeeV - Ohana Adventure Family - The Bucket List Family - The Royalty Family - The Williams Family | - Olivia Benson Swift - Piggy Lou Bieber - Noon Coleman - Dodger Evans - Toulouse Grande - Gino Chopra Jonas |
| Kedvenc videojáték | Kedvenc könyv |
| - Minecraft - Adopt Me! - Brookhaven - Just Dance 2023 - Mario + Rabbids Sparks of Hope - Pokémon Scarlet and Violet  | - Harry Potter könyvsorozat - The Adventures of Captain Underpants könyvsorozat - Five Nights at Freddy's könyvsorozat - Cat Kid Comic Club könyvsorozat - The Bad Guys könyvsorozat - Egy ropi naplója könyvsorozat |

### Különdíjak
- Életműdíj: Optimusz fővezér
- A Komédia Királya: Adam Sandler

### Nemzetközi díjak
| Kedvenc gyerek influencer (Afrika)                                                                                                | Kedvenc híresség (Afrika) |
| --- | --- |
| - Lethukuthula Bhengu - Alakhe Mdoda - Rethabile Mokgatla - Olianna and Olivia - Siba Bogopa - DJ Arch JNR                        | - Trevor Noah - Msaki - Scorpion Kings - Banyana Banyana                                                                                 |
| Kedvenc alkotó (Ázsia) | Az év ausztrál legendája |
| - Aqil Zulkiflee - Gen Halilintar - Hikakin - Niana Guerrero                                                                      | - Savannah Clarke - Lydia Ko - Nick News - Budjerah - Georgie Stone - Robert Irwin                                                       |
| Kedvenc híresség (Belgium) | Kedvenc család (Hollandia) |
| - Romelu Lukaku - Steffi Mercie - Pommelien Thijs - Metejoor                                                                      | - The Bellinga family - The Kluivert family - The Rutjes family - The Zeeuw-Spronk family                                                |
| Kedvenc híresség (Hollandia) | Brazil művész |
| - Stefania - Snelle (Lars Bos) - Broederliefde - Meisje Djamilla                                                                  | - Any Gabrielly - Jão - Gustavo Mioto - Lagum - Dilsinho - Melim                                                                         |
| Brazil influencer | Kedvenc influencer (Észtország) |
| - Allan Jeon - Juju Franco - Luluca - Diego Cruz - Vanessa Lopes - Spider Slack                                                   | - Liina Ariadne Pedanik - Laura Rannaväli - Marie Liset Tauts - Bärbel Moros                                                             |
| Kedvenc énekes (Németország, Ausztria és Svájc)                                                                                   | Kedvenc közösségi előadó (Németország, Ausztria és Svájc)                                                                                |
| - Lena - Leony - Mark Forster - Nico Santos - Tim Bendzko - Zoe Wees                                                              | - Julia Beautx - ItsLukasWhite (Lukas Leonhardt) - Julesboringlife (Jule Nagel) - Karim Jamal - Klaudia Giez - Twenty4tim (Tim Kampmann) |
| Kedvenc új közösségi előadó (Németország, Ausztria és Svájc)                                                                      | Kedvenc fülbemászó dal (Németország, Ausztria és Svájc)                                                                                  |
| - Jessie Bluegrey - Alles Ava - Helge Mark - itsofficialmarco (Marco Strecker) - Maria Ziffy - Nadine Breaty                      | - "Remedy" – Leony - "Eigentlich" – LEA - "Hausaufgaben" – Deine Freunde - "Life Is a Beach" – Lena                                      |
| Kedvenc csapat (Németország, Ausztria és Svájc)                                                                                   | Kedvenc híresség (Magyarország) |
| - Elevator Boys - Német női labdarúgó-válogatott - The School of the Magical Animals cast - Provinz - Spotlight cast              | - WhisperTon - Szoboszlai Dominik - VALMAR - Forstner Csenge                                                                             |
| Kedvenc közösségi előadó (Olaszország)                                                                                            | Az év közösségi előadója (Olaszország)                                                                                                   |
| - Aurora Baruto - Gabriele Vagnato - Emily Pallini - Martina Strazzer - Patrizio Morellato - Sespo                                | - Luca Campolunghi - Pamela Paolini - Samara Tramontana - Florin Vitan - Pietro Morello - Nicky Passarella                               |
| Kedvenc énekes (Olaszország) | Kedvenc influencer (Kazahsztán) |
| - Alex - Ariete - Pinguini Tattici Nucleari - Tananai - Mara Sattei - Alfa                                                        | - Amina Malgazhdar - Alina Kim - Zhasmin Saideldinova - Batyr White                                                                      |
| Kedvenc influencer (Latin-Amerika)                                                                                                | Kedvenc művész (Latin-Amerika) |
| - SKabeche (Bryan & Eddy SKabeche) - Soy Carlitos - Robegrill (Roberto Morales) - Sol Carlos - Brianda Deyanara - Ignacia Antonia | - Kenia Os - Sebastián Yatra - Manuel Turizo - Camilo - Danna Paola - Anitta                                                             |
| Kedvenc influencer (Lettország)                                                                                                   | Kedvenc véleményalkotó (Litvánia) |
| - Lauris Zalāns - Adriana Miglāne Sondore - Elīna Pakalne - Kristaps Graufelds                                                    | - Ignas Lelys - Cukrinis Avinėlis - Amanda Puškytė - Demi Norvilaitė                                                                     |
| Kedvenc híresség (Arábia) | Kedvenc híresség (Lengyelország) |
| - Amro Maskoun - Osama Marwah - Raghda Kouyoumdjian - Rozzah                                                                      | - Sanah - Sara James - Małe TGD - Roxie Węgiel - Kuba Szmajkowski                                                                        |
| Kedvenc influencer (Lengyelország)                                                                                                | Kedvenc közösségi előadó (Portugália) |
| - Kacper JASPER Essa - Maria Jeleniewska - Natalia Skroczek - Margarita Ishchenko - Damian Tkaczuk                                | - Inês Teixiera - Mafalda Creative - Gustavo Ribeiro - Rita Laranjeira                                                                   |
| Legkedveltebb híresség (Románia)                                                                                                  | Kedvenc művész (Spanyolország) |
| - Andra Gogan - Alina Eremia - Smiley - The Melimi family                                                                         | - Adexe & Nau - Carlos Higes - Luna Fulgencio - Laia Oli                                                                                 |
| Kedvenc influencer (Spanyolország)                                                                                                | |
| - Indy - Alicia Martínez - Laura Rouder - Rubén George                                                                            | |